# Michael Grüber

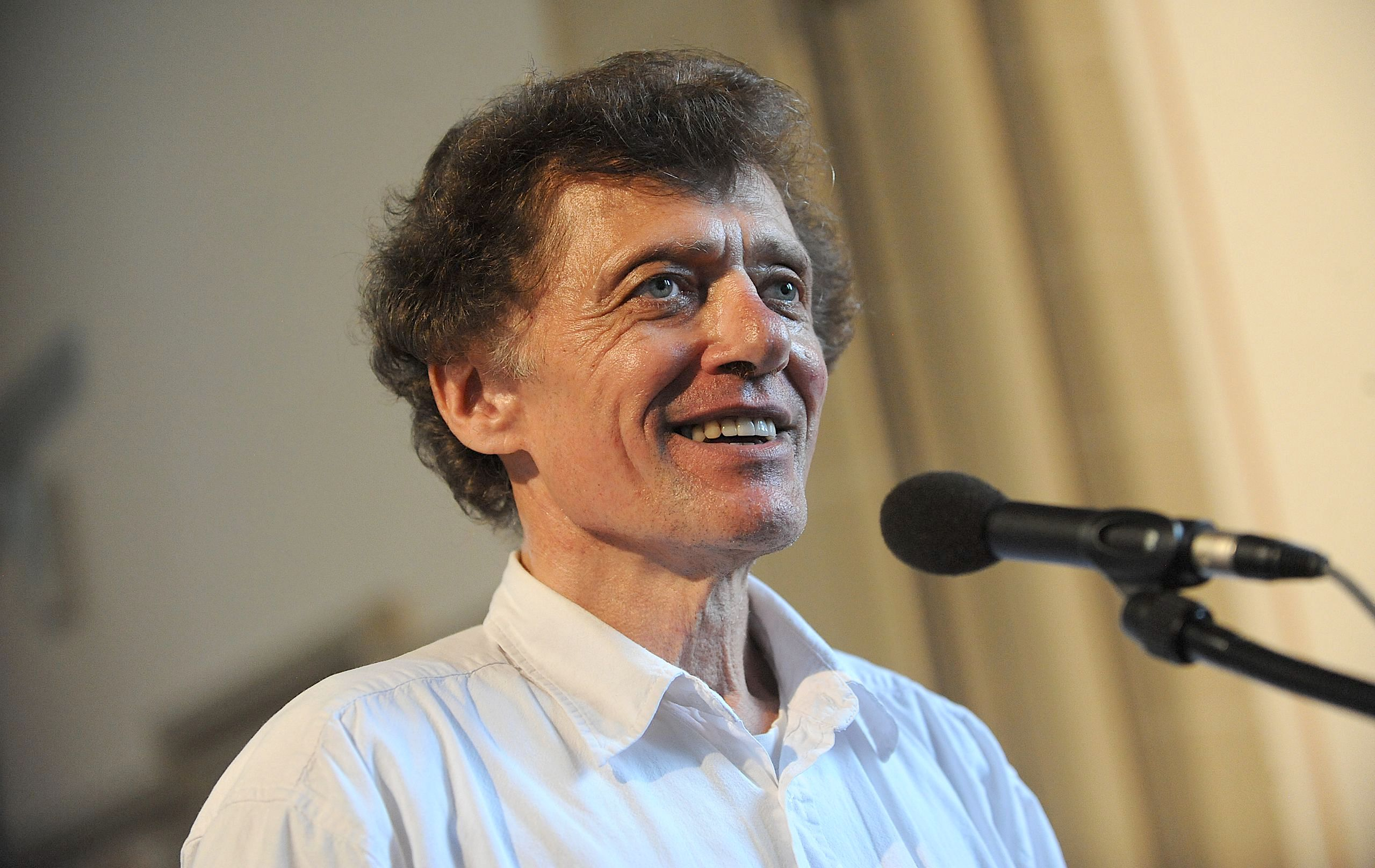
Michael Grüber (2016)

Michael Grüber (* 7. Mai 1955 in Koblenz am Rhein) ist ein deutscher Kulturmanager, Kirchenmusiker und Organist.

## Leben
Michael Grüber absolvierte ein Kirchenmusik-Orgelstudium an der Hochschule für Kirchenmusik in Rottenburg am Neckar, studierte Orgel bei Gerd Witte an der Musikhochschule Trossingen und Kulturmanagement an der Pädagogische Hochschule Ludwigsburg. Er war von 1977 bis 1985 Kirchenmusiker an der Stiftskirche und an der Klosterkirche St. Luzen in Hechingen.
Seit 1985 ist er selbstständig im Bereich Musikhandel, Musikverlag und mit einem eigenen Büro für Kulturmanagement Orgel mit Schwerpunkt Deutschland-Frankreich. Seit 1991 veranstaltete seine Organisation um die 100 Orgeltagungen, -kurse und -reisen in ganz Europa.
2009 erhielt er eine Auszeichnung als „Chevalier de l’ordre des Arts et des Lettres de la République Française“ vom französischen Kulturministerium und 2010 den Preis der deutschen Schallplattenkritik.
2016 widmete ihm der Komponist Enjott Schneider sein Werk Nathans Traum für Orgel und Oud, Daniel Roth widmete ihm das „Sanctus“ seiner „Missa beuronensis“.
Im November 2023 wurde Michael Grüber mit der Médaille du Traité de L´ Élysée ausgezeichnet. Verliehen wird diese von ORFACE (Observatoire des Relations Franco-Allemandes pour la Construction Européenne) für besondere Dienste an der deutsch-französischen Freundschaft.

## Werk
Ein Anliegen ist Grüber die Beschäftigung mit Albert Schweitzer. 2005, 2007, 2009, 2013 und 2015 organisierte er in Königsfeld im Schwarzwald ein internationales „Albert-Schweitzer-Forum“. Eine Buchausgabe Albert Schweitzer und die Musik erschien 2005. 2013 organisierte Grüber als Beitrag zu einem großen, internationalen Albert-Schweitzer-Gedenkjahr „100 Jahre Lambarene“ mit über 200 Konzerten die größte Orgelkonzertreihe der Welt und darin am 21./22. Juni 2013 das längste Konzert der Welt mit einem 24-Stunden-Konzert Erik Satie / Johann Sebastian Bach in Königsfeld. Mit diesem Konzert wurden zwei Weltrekorde aufgestellt: das längste Konzert und der Weltrekord im Langsamgehen des Bewegungskünstlers Carismo, alias Martin Bukovsek.
Unter der Überschrift Alle Menschen werden Brüder gründete M. Grüber 2015 einen „Chor der Nationen“ und gab Konzerte in der Kombination Orgel, Oud und Gesang mit den syrischen Künstlern Ahmad Almir, Abathar Kmash und Mahran Yakoub.
Zum Reformationsjubiläum 2017 initiierte Grüber eine Orgelverstrickung – eine Orgelverhüllung mit 90 Kilometer Wolle und 5,4 Millionen Maschen.
Ein weiteres Thema für Michael Grüber ist J. S. Bach. Als Beitrag zum „Lutherjahr 2017“ veranstaltete er 5 Gesprächskonzerte „Ohne Luther kein Bach“. Seine Arbeit Fingersatz und Artikulation in der Claviermusik von J. S. Bach ist online verfügbar. 2017, 2018 und 2019 machte Grüber mit mehreren J.S. Bach 3h33 Konzerten als Bahnhofspianist Schlagzeilen.

## Veröffentlichungen

### Schriften
- Die Orgel der Kirche St. Luzen in Hechingen. In: Acta Organologica, Band 18 (1985), S. 266–279.
- Zur Geschichte des Chorknabeninstituts und der kirchenmusikalischen Tradition in Hechingen. In: Zeitschrift für hohenzollerische Geschichte, Jg. 22 (1986), S. 93–108 (online).
- Orgelbauer Johann Georg Aichgasser 1701–1767. Leben und Werk. In: Zeitschrift für hohenzollerische Geschichte, Jg. 23 (1987), S. 229–248 (online).
- Hechingen, kulturelles und musisches Zentrum. In: Stadt Hechingen (Hrsg.): 1200 Jahre Hechingen. Beiträge zur Geschichte, Kunst und Kultur der Stadt Hechingen. Stadt Hechingen, Hechingen 1987.
- Albert Schweitzer und die Musik | ORGANpromotion, M. Grüber Hrsg. | Erscheinungsjahr: 2005
- Alles kommt vom Hören | Neue Chorzeit | Erscheinungsjahr: 2011, Juni
- Tempofalle Musik – vom rechten Maß der Dinge | forum Kirchenmusik | Erscheinungsjahr: 2012
- Der Ton macht die Musik – Musik in uns, ein Beitrag zum Thema Stimmung und Stimmungen | forum music, M. Grüber Hrsg. | Erscheinungsjahr 1992

### Tondokumente
- Musik am Fürstenhof und Stift Hohenzollern – Hechingen | Schallplatte/CD Motette-Ursina | Erscheinungsjahr: 1983
- Virtuose Flötenmusik der Bachschüler | Claudi Arimany, Flöte, Alexander Schmoller, Cello, Michael Grüber, Cembalo Motette/Ursina |  Erscheinungsjahr: 1985
- J.P. Rampal, Kammermusik von W.A. Mozart, Dezember 1999, M. Grüber Hrsg.
- Daniel Roth – ein Künstlerporträt | DVD/CD-Box | Erscheinungsjahr: 2007 zum 65. von Daniel Roth
- ORGANpromotion Orgelkonzert an 6 Holzhey-Orgeln, Deutscher Schallplattenpreis 2010, M. Grüber Hrsg.

### Notenausgaben
- Unerhörte Klänge, moderne Klaviermusik für Kinder – Preisträger des internationalen Kompositionswettbewerb Berlin | Verlag forum music, M. Grüber Hrsg. | Erscheinungsjahr 1992

- Meiland, Jakob: Johannespassion 4 Stimmen Chor/Soli – Verlag forum music, M. Grüber Hrsg. | Erscheinungsjahr 1983

- ORGANpromotion Singen mit Albert Schweitzer – Lieder von Lambaréné

### Sonstiges
- Die Rimini-Orgel Eine bewegende Geschichte
- Der Orgelwolf bei Altenburger Spielkarten Nr. 322 – Ein Kartenspiel für Musik- und Orgelfreunde, spielbar als Quartett, Trumpf, Schwarzer Peter und Skat. Beiheft mit Informationen rund um die Orgeln, Spielregeln und einem Orgellexikon
- Musikerkrankheiten Die Informationsplattform für Musikerkrankheiten